# Société académique des sciences de Paris
La Société académique des sciences de Paris, puis Société royale académique des sciences de Paris est une société savante constituée le 18 frimaire de l'an VIII (9 décembre 1799) et dont l'activité ira de 1800 à 1826.  

## Création
D'abord formée sous le titre de Société des Sciences et Belles-Lettres, la Société est établie à Paris au Palais national des sciences et des arts (Louvre) où siège l'Institut, mais ses séances de travail et ses réunions publiques sont organisées dans des lieux divers : pendant trois ans, aux domiciles de Jacques-Louis Doussin-Dubreuil et de Joseph-François Charpentier de Cossigny, ou encore dans l'ancien hôtel de Bullion, rue Jean-Jacques Rousseau. Par la suite, dès 1803, c'est une salle de l'Oratoire du Louvre qui les accueille. Les réunions se fixent dans la bibliothèque de l’Hôtel de Ville à partir du 4 novembre 1820. Les séances ont lieu les 1er et 3e samedis de chaque mois à 19h.    
Ses membres fondateurs sont : Jacques Doussin-Dubreuil, Joseph Demaimieux, Baradère, Détrouville, Odelin, Louis Georges Isaac Salivet, François-Sabin Duplessy, Pierre André Larcher, Lebrun le jeune, Joseph André Turrel, Auguste Savinien, Leblond, Jacques Leclerc de la Colombière et Jean-Baptiste Maudru.      

## Activité
Si son objet porte d'abord sur la connaissance scientifique, elle est de vocation pluridisciplinaire et reste dans la tradition des salons du XVIIIe siècle. Ses statuts précisent qu’elle s’occupe “de tout ce qui a rapport aux connaissances humaines” et sa devise est "Ilustrat inventa".

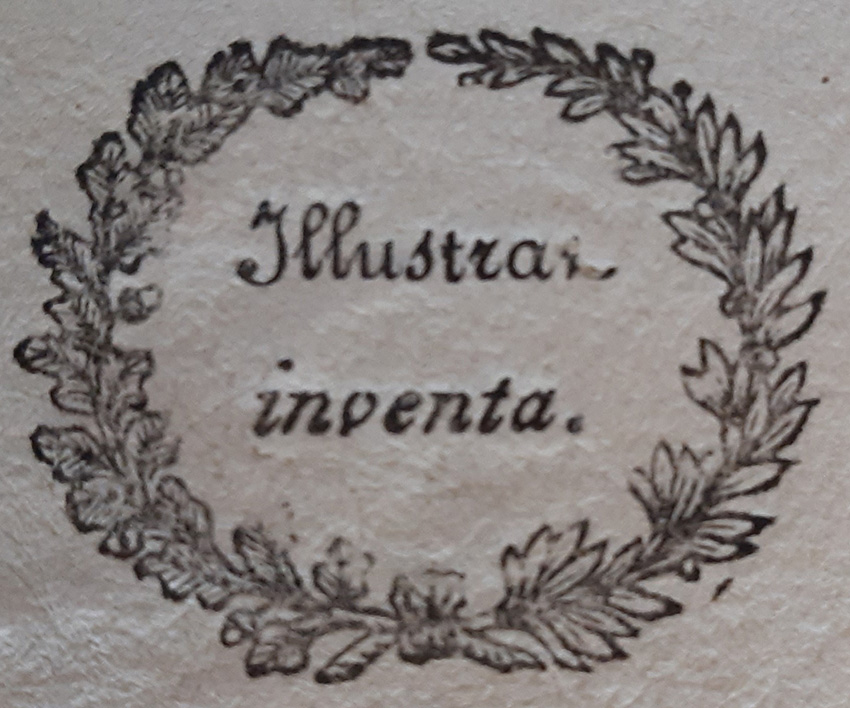
Epigraphe de la Société académique des sciences de Paris

"La société académique accueille avec empressement et distinction tous les mémoires des savants, toutes les inventions ou découvertes d'une utilité réelle qui lui est démontrée ; et fidèle à l'épigraphe qu'elle a adoptée lors de son institution, inventa illustrat [sic], elle rend hommage à ceux de ses membres qui ont contribué par leurs travaux à l'accroissement des sciences des belles-lettres, et au perfectionnement des arts."
Les conférences et articles de ses contributeurs couvrent des sujets aussi variés que : "La contractilité musculaire dans les grenouilles", "Les costumes et la littérature des Hindous", "Les procédés pour éviter les affections morbifiques de la poitrine", "Expériences sur différentes poudres fulminantes", "La Topographie de Pampelune", "Etat de la poésie arabe".
En 1802, le chirurgien-accoucheur Jacques-André Millot dédie son ouvrage L'art de procréer les sexes à volonté : histoire physiologique de la génération humaine à ses confrères de la société académique. La même année, Hénin de Cuvillers lit son Mémoire sur la direction des aérostats dans une réunion de la société au Louvre. 
La Société distribue deux prix annuels, l'un de sciences, l'autre de littérature.

## Membres
A la Restauration, en 1814, la Société est placée sous la protection et la présidence perpétuelle du duc d'Angoulême, fils du futur Charles X. Son appellation officielle s'adjoint l'adjectif "royale".
Une majorité des membres de la Société font également partie d'une ou plusieurs autres sociétés savantes. C'est ainsi le cas de son fondateur, Doussin-Dubreuil, qui participera au lancement de la Société d'encouragement pour l'industrie nationale, la Société galvanique, et contribuera à plusieurs sociétés de médecine.
Parmi ses membres, on trouve l'officier de marine et homme politique le marquis de Boisgelin, le chimiste Antoine Alexis Cadet de Vaux, l'explorateur et botaniste Joseph-François Charpentier de Cossigny, le comptable Edmond Degrange, l'économiste Pierre Armand Dufau, le médecin et chimiste Eugène Julia de Fontenelle, l'écrivain Jean Baptiste Modeste Gence, l'avocat et historien Claude Xavier Girault, l'officier et magnétiseur Etienne Félix Hénin de Cuvillers, le pédagogue Jean-Baptiste Maudru, le médecin Jacques Nauche.
Parmi ses présidents, hormis Jacques Doussin-Dubreuil, on compte le jurisconsulte Scipion-Jérôme Bexon, le juriste et éditeur Jean-François Sobry, le magistrat Isaac Louis George Salivet ou encore l’abbé Sicard. Le botaniste François-Sabin Duplessy, fils de Madame Duplessy, est le secrétaire perpétuel de la Société jusqu'à sa mort en 1809. 

## Dissolution
Une série de dissensions internes ainsi qu’une ambiguïté sur son statut juridique entraînent la dissolution de la Société en janvier 1826 par arrêté préfectoral. Une procédure de contestation aboutit à la confirmation de la décision le 31 décembre de la même année. Bernard Fabré-Palaprat, le dernier président, tentera sans succès de faire revivre la Société jusqu’en 1831.